# Thalamoplana herdmani
Thalamoplana herdmani is een platworm (Platyhelminthes). De worm is tweeslachtig. De soort leeft in het zoute water.
Het geslacht Thalamoplana, waarin de platworm wordt geplaatst, wordt tot de familie Discocelidae gerekend. De wetenschappelijke naam van de soort werd voor het eerst geldig gepubliceerd in 1904 door Laidlaw.